# Monaster Cotmeana
Monaster Cotmeana (rum: Mănăstirea Cotmeana) – żeński rumuński klasztor prawosławny położony w Cotmeana, 30 km od Pitești i 32 km od Râmnicu Vâlcea, w okręgu Ardżesz, w Rumunii..
Klasztor jest wpisany na listę obiektów zabytkowych pod numerem AG-II-a-A-13622.